# Gugedfästningen
Gugedcitadellet är en fästning i staden Guged, landskapet Golpayegan, i Iran. Staden Guged är 5 km norr om staden Golpayegen. För närvarande användas citadellet som traditionell krog.